# Leszczynki (Gdynia)
Leszczynki – dzielnica Gdyni granicząca z następującymi dzielnicami tegoż miasta: Chylonia (od północy), Śródmieście (od północnego wschodu), Grabówek (od południowego wschodu) oraz Pustki Cisowskie-Demptowo (od zachodu). Rozciąga się wzdłuż ulicy Morskiej na odcinku od ul. Komierowskiego (IV LO) do ul. Kalksztajnów (dawne tory kolejowe do jednostki wojskowej).

## Ogólna charakterystyka
Zabudowa Leszczynek jest zróżnicowana w zależności od części dzielnicy, bowiem na jej północy zabudowę stanowią głównie bloki mieszkalne, zaś na południu dominują domy jednorodzinne.
Na Leszczynkach krzyżują się dwie najważniejsze arterie komunikacyjne miasta – ul. Morska oraz Estakada Kwiatkowskiego stanowiąca trasę z północnych dzielnic Gdyni i portu do obwodnicy Trójmiasta. W dzielnicy otwarta została nowa zajezdnia trolejbusowa przy ul. Zakręt do Oksywia (przystanek Grabówek SKM, linia 710).
Na granicy Chyloni i Leszczynek, przy ulicy Morskiej 186 znajdowało się zlikwidowane w 2016 roku IV Liceum Ogólnokształcące, natomiast na granicy Leszczynek z Grabówkiem, przy ulicy Sambora 48 funkcjonuje Zespół Szkół Chłodniczych i Elektronicznych. Mieści się tu również kościół pw. świętego Józefa.
Przy ulicy Działdowskiej 12 znajduje się Pomnik Ofiar I Wojny Światowej, którego przypuszczalna data to 1921 rok.

## Historia
Pierwsze wzmianki o Leszczynkach, które wówczas nosiły nazwę Leszczyno, pochodzą z XVIII wieku. Leszczyno było wtedy zaliczane, razem z Demptowem, Marszewem, Bernardą (dziś wchodzącą w skład dzielnicy), Niemotowem i Dębową Górą do tzw. Chylońskich Pustek. Nazwa terenu pochodziła od kaszubskiego wyraz pustczi – przysiółek, domy za wsią. Od 1935 roku Leszczynki stanowią część Gdyni. Podczas okupacji Niemcy zmienili nazwę osiedla na Hasselgrund, zaś przyległej Bernardy na Bernhardswinkel. Od lat powojennych jest to typowa dzielnica robotnicza.

## Galeria zdjęć dzielnicy

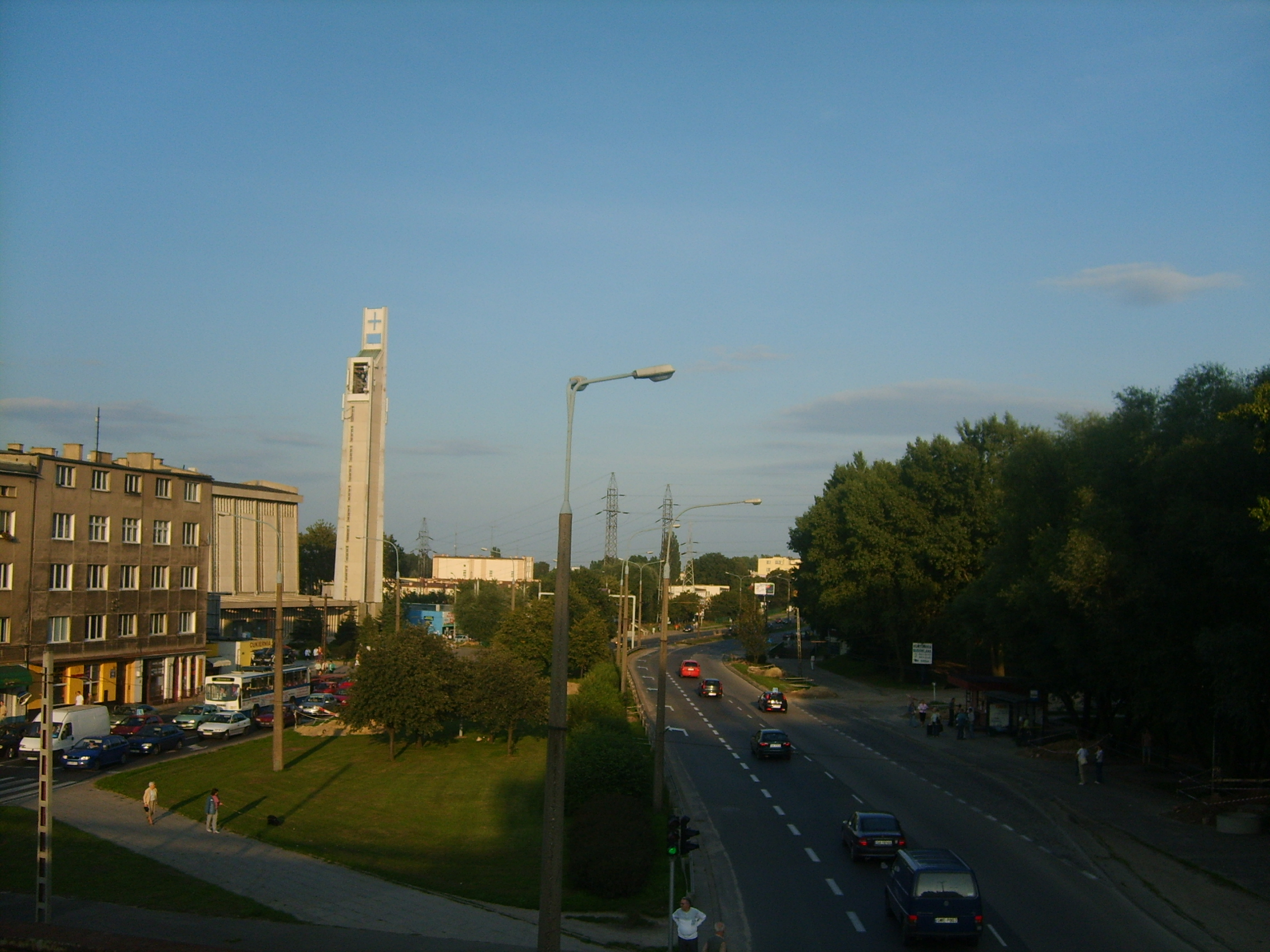
Leszczynki – ul. Morska w okolicach kościoła pw. św. Józefa
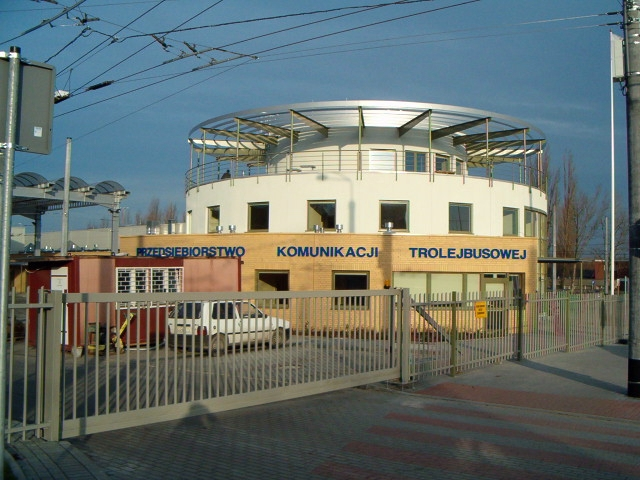
Leszczynki – nowoczesna zajezdnia trolejbusowa